# Palazzo Brühl (Augustusstraße)
Il Palazzo Brühl era il palazzo del Primo ministro conte Heinrich von Brühl all'angolo di Augustusstrasse 3 con Kleine Fischergasse a Dresda, ed era una delle cosiddette "magnificenze di Brühl". Veniva considerato il “più grande e prezioso esempio del primo rococò di Dresda."

## Descrizione

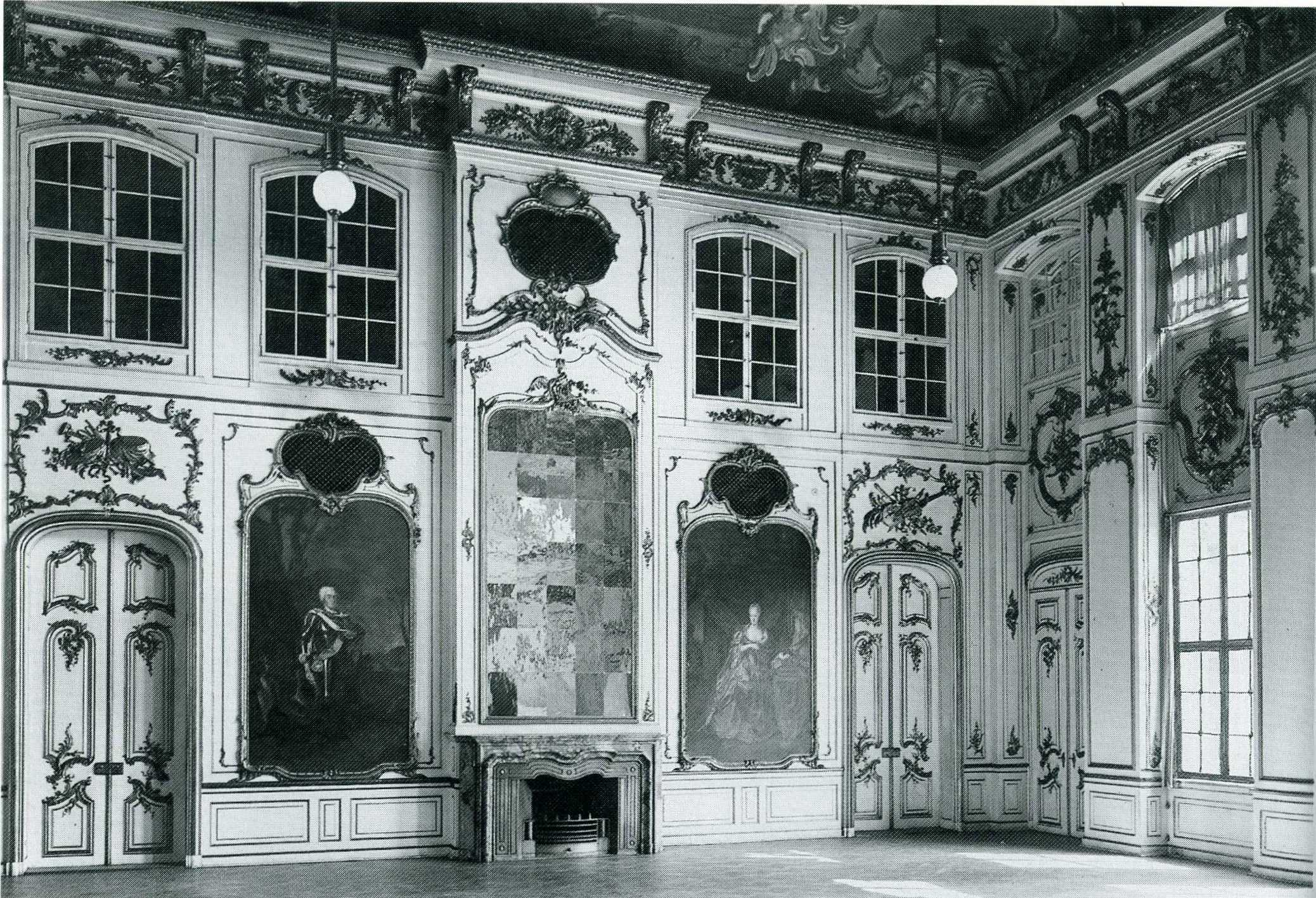
Sala da ballo nel Palazzo Brühl

Si trovava in Augustusstrasse 3, all'angolo di Kleine Fischergasse, e la facciata del giardino era rivolta verso la Brühlsche Terrasse. 
La facciata dell'edificio, a tre piani con tetto a mansarda, era stata progettata da Johann Christoph Knöffel. L'edificio, costruito tra il 1737 e il 1740, originariamente aveva una lunghezza frontale di nove finestre. 
Due sculture complete si trovavano al piano terra di fronte alle strisce esterne del pilastro centrale, accanto al portale. C'erano due figure in arenaria di Lorenzo Mattielli, La saggezza e La vigilanza. La facciata a tre strisce a destra e a sinistra del risalto centrale mostrava finestre ad arco al piano terra con intradosso visibile. 
Al livello del primo piano, un balcone con una inferriata in ferro battuto si trovava di fronte al risalto centrale. Tra le finestre del piano superiore del risalto centrale, erano presenti zone decorate con rilievi, che erano incassati e mostravano dei "trofei". La facciata a tre piani, a destra e a sinistra del risalto centrale, mostrava lesene, che si estendevano su più piani e combinavano i due piani superiori. Le finestre al piano di sopra erano alte e sottili. Le porte francesi al primo piano erano dotate di elaborate inferriate in ferro battuto. 
All'ultimo piano, il risalto centrale mostrava un timpano triangolare, dove si vedeva una decorazione in rilievo figurale. Un piano sottotetto si ergeva dietro di esso. Il timpano decorativo era fiancheggiato, all'ultimo piano, da due semipiani nel tetto mansardato espanso, in modo che l'altezza dell'edificio fosse di 3 piani e mezzo. 

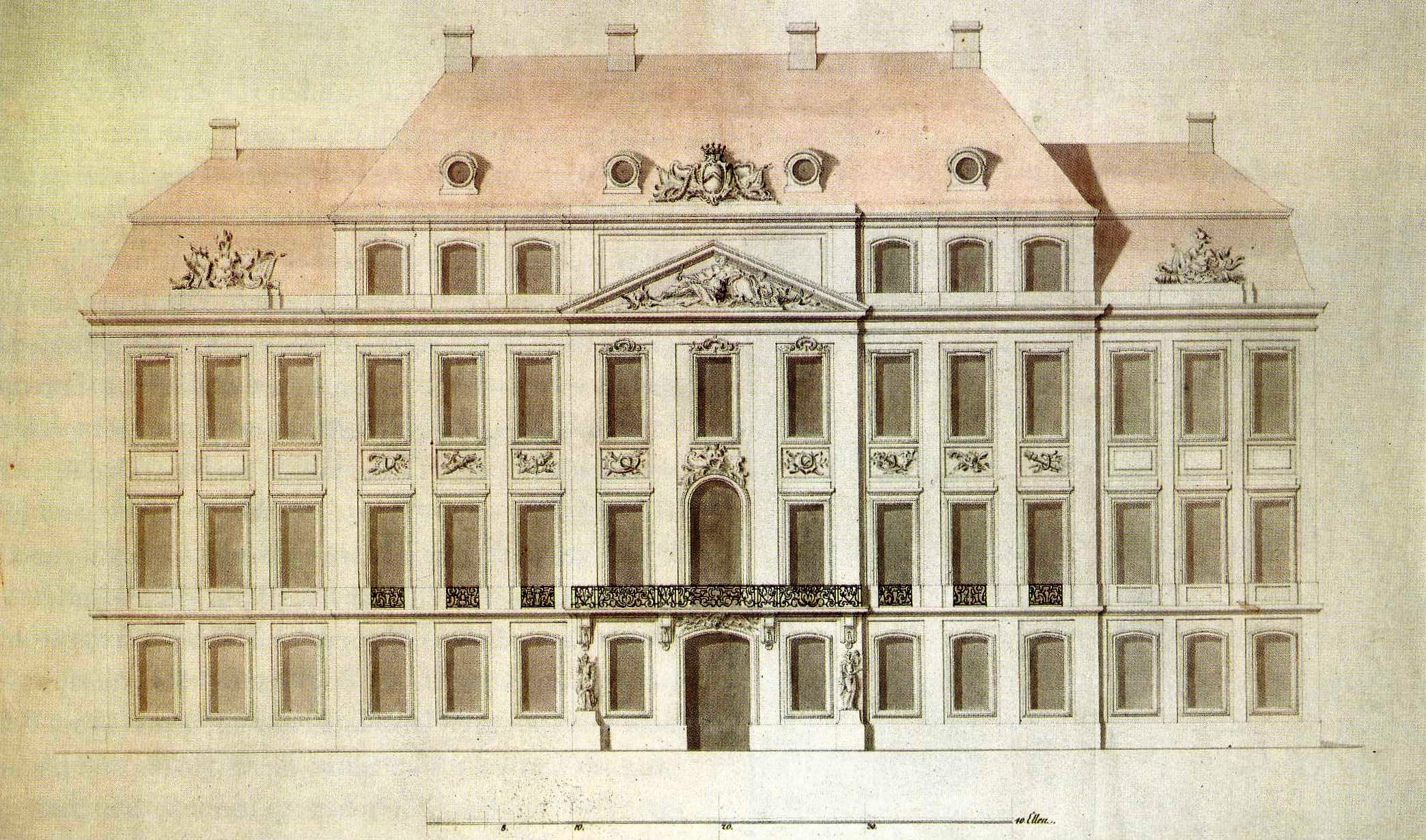
Progetto della facciata sul lato della strada, seconda fase di costruzione (1744)

Nel 1743/44, furono aggiunte estensioni a tre assi di finestre a destra e a sinistra, in modo che la facciata anteriore fu aumentata a quindici finestre. Queste estensioni non avevano piani mansardati, in modo che l'altezza dell'edificio fosse solo di 3 piani. Dal 1753 l'edificio fu ampliato, con quattro finestre da ciascuno lato, in Kleine Fischergasse e Schloßplatz, in modo che l'edificio avesse diciannove e alla fine ventitre . Le estensioni del 1753, come l'edificio originale del 1737/1740, avevano dei soppalchi all'ultimo piano, in modo che l'edificio avesse un'altezza di 3 piani e mezzo. 
“La particolarità della facciata che si affacciava su Augustusstrasse era la accentuata planarità delle lesene ben proporzionate, che erano molto riservate nella stratificazione del rilievo del muro. Nel senso rococò, questa piattezza è stata quasi spinta al limite del possibile. "
Nella tromba delle scale, vi erano delle figure di Meleagro e Flora. La volta della tromba delle scale, al secondo piano, consisteva in un soffitto piatto con una scanalatura. Le pareti erano adornate con pannelli incorniciati. Rilievi piatti di stucco si trovavano nei muri. Da un lato il vento del mattino era rappresentato da Iris sull'arcobaleno con Giunone, dall'altro il vento della sera da Diana con un genio alato. I rilievi in stucco erano di Johann Joseph Hackl.

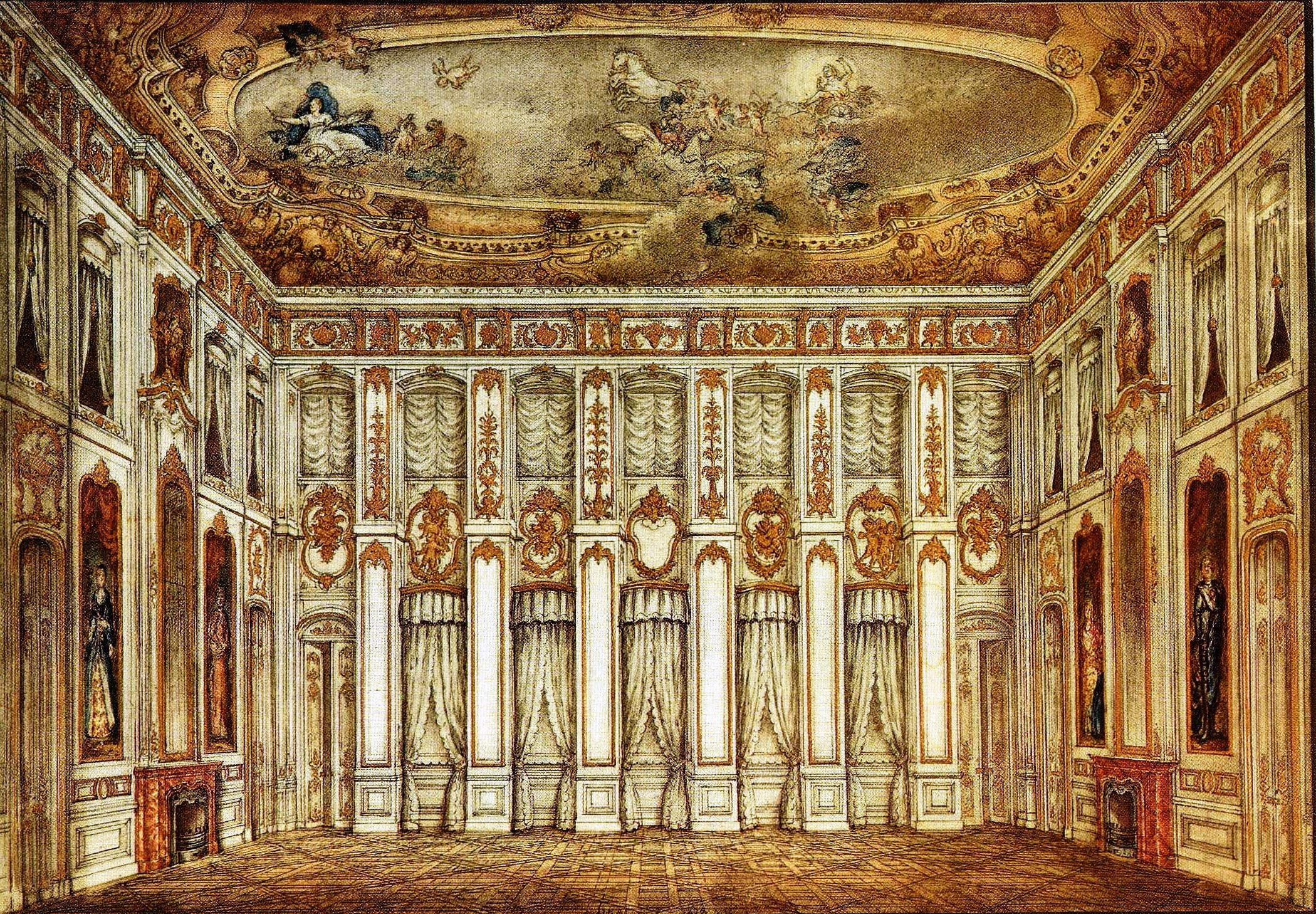
La sala da ballo (1876)

Al centro del palazzo vi era una sala da ballo a due piani, progettata da JC Knöffel. Questa era considerata un "grande esempio del primo rococò di Dresda" ed era una delle "più belle sale rococò che furono create a Dresda in quel periodo". Il soffitto era stato disegnato allegoricamente da Louis de Silvestre e mostrava la vittoria di Bellerofonte sulla Chimera. C'erano anche dipinti di Louis de Silvestre nella sala dei due re elettori, Augusto il Forte e sua moglie Christiane Eberhardine su uno, e suo figlio Augusto III e sua moglie Maria Josepha dalla parte opposta. Gioielli e stucchi erano stati realizzati da Matthias Kugler e Joseph Hackl, decorati in bianco e oro. Il muro era ancora architettonicamente separato dal soffitto in senso barocco. La sala da ballo era inoltre decorata con specchi e intagli bianchi e dorati.

## Storia

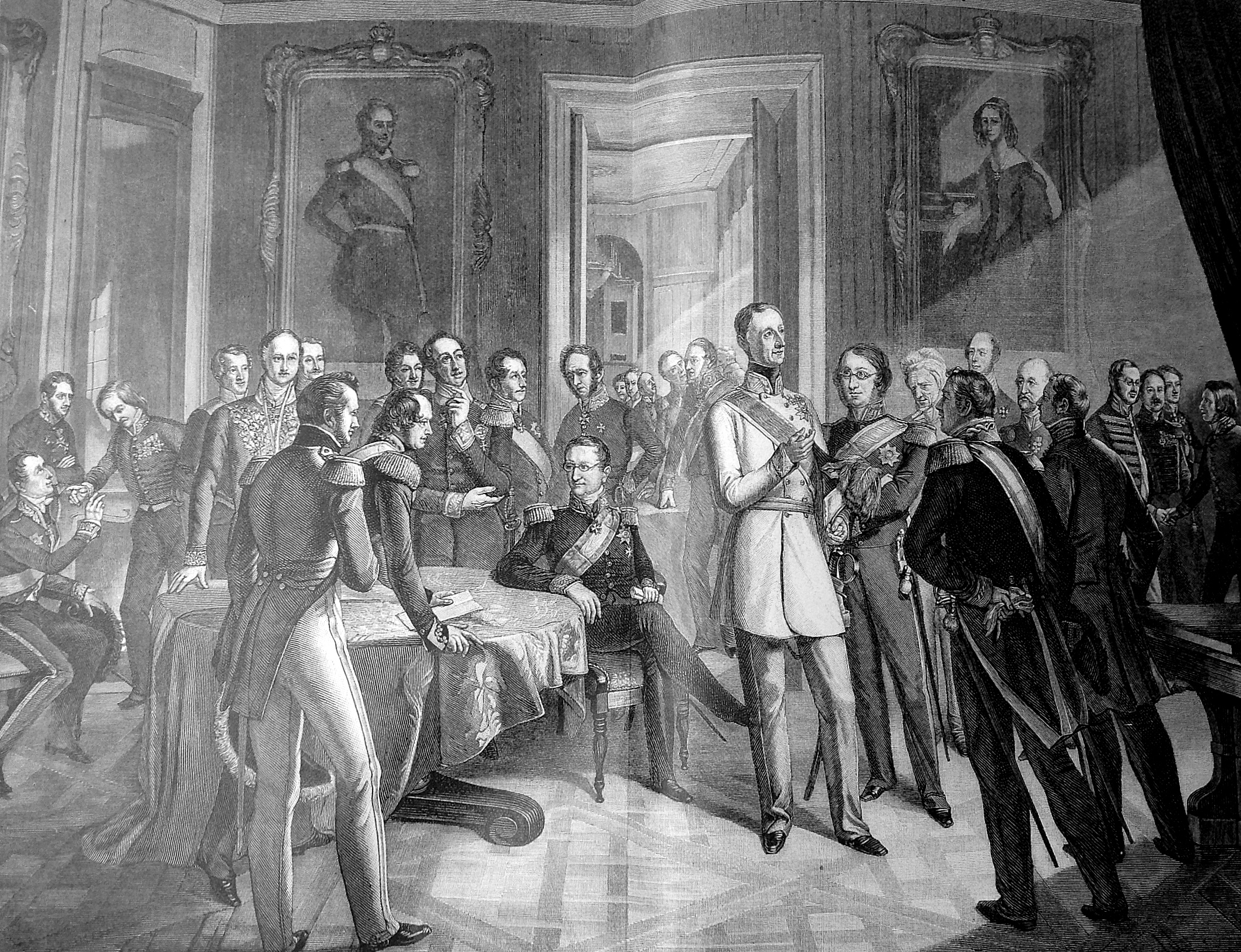
Conferenza di Dresda il 23 Dicembre 1850 nel Palais Brühl, stampa da un dipinto di Karl Christian Vogel von Vogelstein

Era un edificio a tre piani costruito in più fasi e realizzato dal 1737 al 1753 da Johann Christoph Knöffel per il conte Heinrich von Brühl. Per la costruzione del palazzo furono demolite sette case nella Augustusstrasse e sei nella Klepperstälen. Nel 1792 il palazzo divenne proprietà dell'Elettorato di Sassonia. Dal 1850 al 1851 vi si tennero le Conferenze di Dresda 1850/1851. Il palazzo fu demolito nel 1900 e poi ricostruito come appare oggi. Già nel 1894, la vicina casa di Fürstenberg era stata demolita per realizzare il nuovo edificio. Le sculture del Brühlsche Palais, il portale, l'altana e la sala da ballo vennero installate fedelmente nell'Accademia di arti e mestieri di Güntzstrasse, dove furono distrutti dai bombardamenti del 1945. 
Numerosi statisti stranieri furono ospiti nel palazzo durante i loro soggiorni a Dresda: 
- Federico II di Prussia dal novembre 1756 all'aprile 1757
- Charles-Maurice de Talleyrand-Périgord nel 1807
- Girolamo Bonaparte nel 1809
- Lo zar Alessandro I di Russia nel 1813
- Nikolai Grigorjewitsch Repnin-Wolkonski nel 1813/1814